# 쿠만의 서

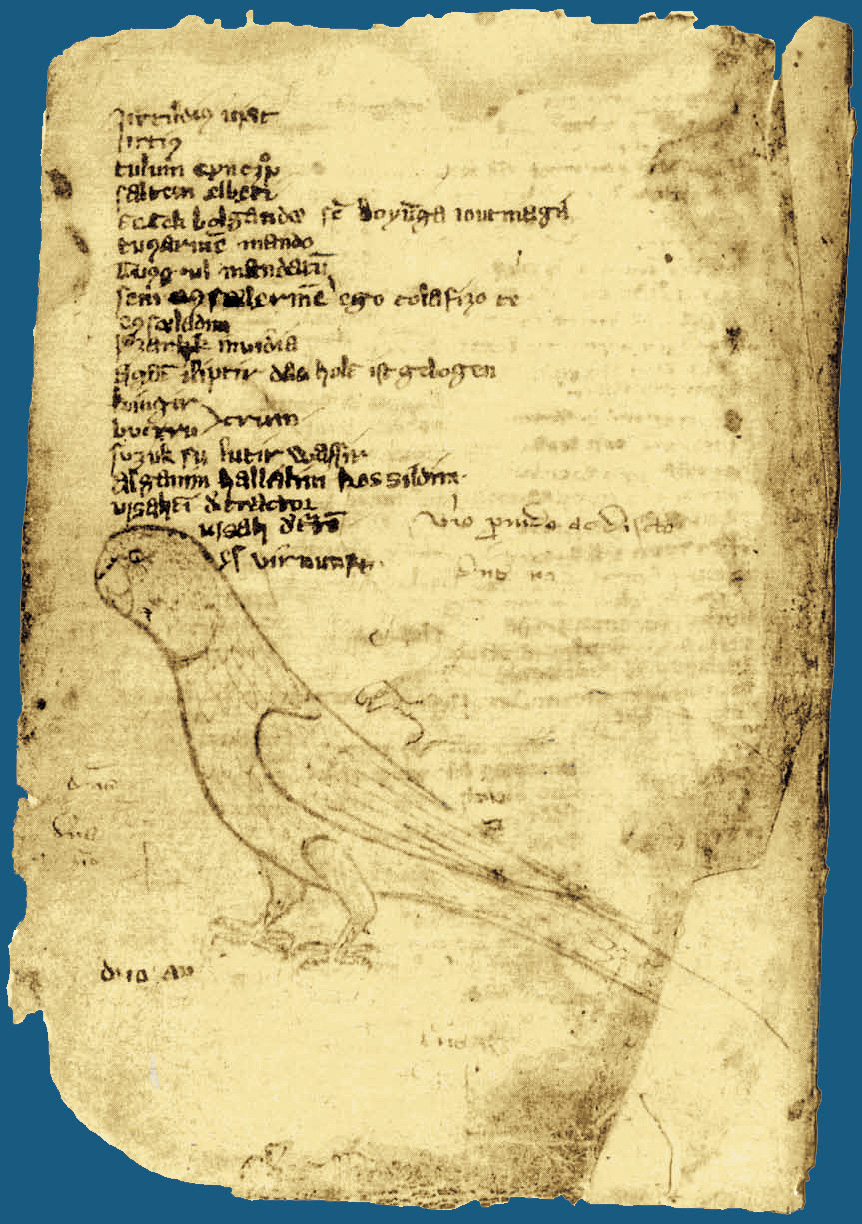

쿠만의 서(라틴어: Codex Cumanicus 코덱스 쿠마니쿠스[*])는 중세 문서다. 쿠만족들이 가톨릭 선교사들을 돕기 위해 고안됐다는 추측이 유력하다. 현재 베네치아의 성 마르코 도서관에서 보관하고 있다(Cod. Mar. Lat. DXLIX).

## 기원과 내용
이 사본은 시간에 따라 발전했다. 헝가리의 상업, 정치 그리고 종교적 지도자들은 특히 11세기 중엽에 (쿠만족의) 패권의 시대에 쿠만족과 효과적인 의사소통을 추구했다. 제노바 같은 이탈리아의 도시국가들은 흑해의 해안선을 따라 거래소와 식민지를 구축하기 시작했으며, 킵차크어를 배우는 것은 (상업을 위한) 도구의 필요성으로 급격하게 증가했다.
쿠마니쿠스 사본의 가장 초판은 1100년대나 1200년대에 비롯했을것으로 여기고 있다. 내용은 시간이 지나면서 대폭 덧붙여졌다. 베니스에서 복사 보존은 1300년대 초부터로 거슬러 올라간다고 생각된다. 독립적인 일의 수에 따라 사본의 구성은 결국 하나로 합쳐졌다.

## 정확도
이 사본은 일반적으로 정확한 것으로 손꼽힌다. 그러나 킵차크어의 다른 출처는 약간 다르다. 예를 들어, 사본의 주기도문은 이렇게 읽는다.
Atamız kim köktesiñ. Alğışlı bolsun seniñ atıñ, kelsin seniñ xanlığıñ, bolsun seniñ tilemekiñ – neçikkim kökte, alay [da] yerde. Kündeki ötmegimizni bizge bugün bergil. Dağı yazuqlarımıznı bizge boşatqıl – neçik biz boşatırbiz bizge yaman etkenlerge. Dağı yekniñ sınamaqına bizni quurmağıl. Basa barça yamandan bizni qutxarğıl. Amen!
아나톨리아 터키어에서 본문은 이렇다.
Atamız sen göktesin. Alkışlı (kutlu) olsun senin adın, gelsin senin hanlığın, olsun senin dileğin– nasıl ki gökte, ve yerde. Gündelik ekmeğimizi bize bugün ver. Ve de yazıklarımızdan (suçlarımızdan) bizi bağışla– nasıl biz bağışlarız bize yaman (kötülük) edenleri. Ve de şeytanın sınamasından bizi koru. Tüm yamandan (kötülükten) bizi kurtar. Amin!
영어는 이렇다.
Our Father which art in heaven. Hallowed be thy name. Thy kingdom come. Thy will be done in earth as it is in heaven. Give us this day our daily bread. And forgive us our sins as we forgive those who have done us evil. Amen.
한국어 기도문은 이렇다. (한글개역판)
하늘에 계신 우리아버지여 이름이 거룩히 여김을 받으시오며 나라이 임하옵시며 뜻이 하늘에서 이룬 것같이 땅에서도 이루어지이다. 오늘날 우리에게 일용할 양식을 주옵시고 우리가 우리에게 죄지은 자를 사하여 준 것같이 우리 죄를 사하여 주옵시고 우리를 시험에 들게하지 마옵시고 다만 악에서 구하옵소서 아멘.
같은 본문을 헝가리의 쿠마니아 문서에서는 읽을때. "Bezen attamaz kenze kikte, szenleszen szenadon, dsn szenkklon, nicziegen gerde ali kekte, bezen akomazne oknemezne ber bezge pitbtr kngon..."
주기도문의 번역본 전채를 헝가리의 쿠만어로 이렇게 한다. "Bezen attamaz kenze kikte szen lészen szen adon dösön szen küklön nitziengen gerde ali kikte bezen akomezne oknemezne bergezge pitbütör küngön ill bezen menemezne neszen bezde jermez berge utrogergene illme bezne algyamanna kutkor bezne algyamanna szen börsön boka csalli batson igye tengria. Ámen."

## 수수께끼
수수께끼 중에 하나는 사본에서 발췌한 것이다.
- Aq qoynıñ avuzı yoq. Ol yumurtqa.

"Ak koyunun ağızı yok. O yumurta." (아나톨리아 터키어)
"The white sheep has no mouth (opening). That is the egg."(영어)
"하얀양은 입이 없다(앞부분). 그것은 달걀이다."
- Kecak ut(a)hi kegede semirrir. Ol huvun.

"Gökçe oğlağım köstekte semirir. O kavun" (아나톨리아 터키어)
"my bluish kid (tied) at the tethering rope, grows fat, The melon."(영어)
내 새파란 아이는 줄을 맸다. 자라고 뚱뚱해진다, 멜론.
- Oturğanım oba yer basqanım baqır canaq. Ol zengi.

"Oturduğum oba yer bastığım bakır çanak. O üzengi." (아나톨리아 터키어)
"Where I sit is a hilly place. Where I tread is a copper bowl. The stirrup."(영어)
"나는 조금 높은 곳에 앉는다. 나는 구리 그릇을 밟았다. 등자."

## 참고
- Dr. Peter B. Golden on the Codex
- Italian Part of “Codex Cumanicus”, pp. 1 - 55. (38,119 Mb)[깨진 링크(과거 내용 찾기)]
- German Part of “Codex Cumanicus”, pp. 56 - 83. (5,294 Mb)[깨진 링크(과거 내용 찾기)]